# Lamou (Cameroun)
Pour les articles homonymes, voir Lamou.
Lamou est un village de la commune de Dir situé dans la région de l'Adamaoua et le département du Mbéré au Cameroun.

## Population
En 1967, Lamou comptait 93 habitants, principalement Gbaya.
Lors du recensement de 2005, 822 personnes y ont été dénombrées.